# Baccio Baldini
Pour les articles homonymes, voir Baldini.
Baccio Baldini, né en 1436 à Florence où il meurt en 1487, est un graveur italien, considéré comme l'un des pionniers de cette discipline.

## Biographie

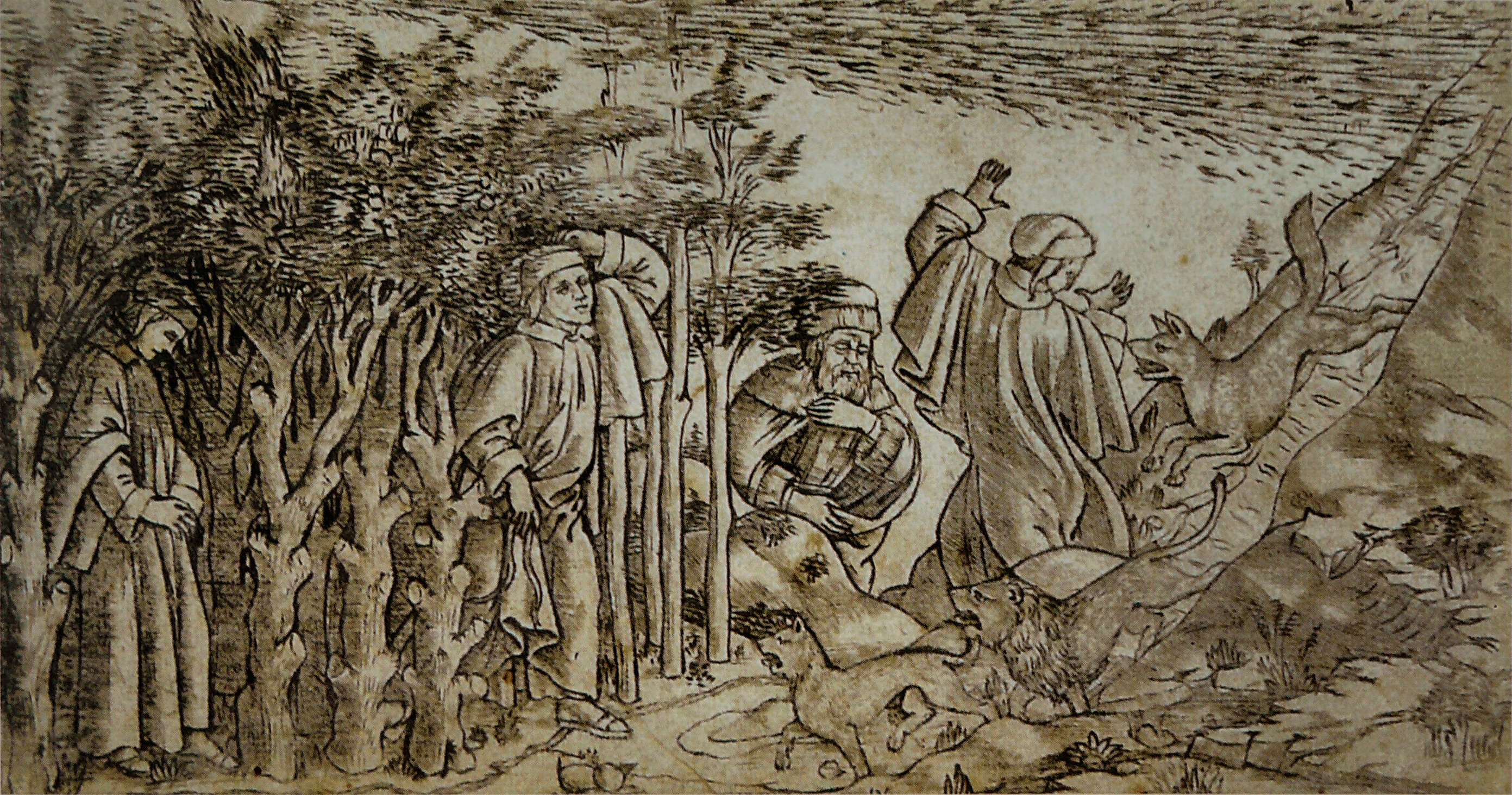
Inferno I, vignette gravée sur cuivre d'après une esquisse de Sandro Botticelli pour l'édition de la Divine Comédie de 1481 à Florence (Biblioteca Riccardiana).

En 1477, à Florence pour l'éditeur-imprimeur Laurentii, il illustre le Monte sancto di Dio d'Antonio Bettini avec trois estampes gravées sur cuivre : il serait l'un des premiers artistes à utiliser cette technique. En 1481, il exécute les vignettes de l'édition de la Commedia de Dante, d'après des esquisses de Sandro Botticelli.

## Œuvres
Baccio Baldini a publié plusieurs séries de plaques dont une de 19 plaques pour une édition de la Divine Comédie de Dante Alighieri de 1481.
Pour l'œuvre d'Antonio Bettini, Monte Santo di Dio (1477), imprimée par Niccolò di Lorenzo, on attribue à Baldini 24 plaques en taille-douce pour les Prophètes, 12 plaques pour les Sibylles et une pour Thésée et Ariane.
D'après Émile Galichon, dans Les Vies des meilleurs peintres, sculpteurs et architectes, Giorgio Vasari écrit que Baldini, « se sentant peu habile à dessiner, se contentait souvent de graver sur les dessins de Sandro Botticelli, qui, lui-même, fit quelques estampes ». Baldini est l'un des auteurs présumés de Mantegna Tarocchi, William Young Ottley voyant une similitude avec le travail de celui-ci sur les Sibylles dans Monte Santo di Dio (1477).